# Опасные друзья
«Опасные друзья» — советский художественный фильм 1979 года режиссёра Владимира Шамшурина о жизни заключённых.

## Сюжет
Фильм повествует о быте и нравах заключённых в местах лишения свободы. Сюжетная линия фильма — о судьбе Юрия Громова (Лев Прыгунов), который в возрасте тридцати лет отбывает наказание в колонии и попадает под влияние «авторитетов».

## В ролях
Заключенные:
- Лев Прыгунов — Юрий Громов («Студент»)
- Гурген Тонунц — Павел Григорьевич Мохов («Лорд»)
- Афанасий Тришкин — Синицын («Профессор»)
- Владимир Новиков — Александр Иванов («Магадан»)
- Александр Январев — Дмитрий Буров («Утюг»)
- Владимир Носик — Константин Тимофеевич Кукушкин («Валет»)
- Владимир Прокофьев — Ильин («Франт»)
- Владимир Скляров — Аркадий Фёдоров («Стос»)
- Алексей Ванин — Сухов, лидер активистов

Сотрудники колонии:
- Пётр Вельяминов — Николай Калинин, майор, начальник колонии
- Виктор Шульгин — Сергей Николаевич Соколов, капитан
- Владимир Ферапонтов — Пётр Иванович, полковник, куратор из управления
- Тамара Сёмина — медсестра Анна Ивановна, жена Калинина
- Людмила Гаврилова — Нина Васильевна, учительница

Другие:
- Наталья Гвоздикова — девушка Громова
- Любовь Соколова — мать Громова
- Владимир Уан-Зо-Ли — таёжник
- Руслан Микаберидзе — «Сатана», сообщник Громова

## Музыка
В фильме  «Опасные друзья» в исполнении Сергея Беликова впервые прозвучала песня Евгения Птичкина на стихи Татьяны Коршиловой «Сон-трава» («У беды глаза зеленые»). «Песня "Сон-трава", или "У беды глаза зелёные", которую в фильме исполняет Сергей Беликов, с момента выхода «Опасных друзей» на экраны стала поистине народной». Она завоевала широкую популярность среди слушателей. Много лет входила в репертуар известной эстрадной певицы Валентины Толкуновой, представлена, в частности, и на её пластинке «Разговор с женщиной».

## Критика
По мнению  А. В. Фёдорова  , 
Отводя много места побочным сюжетным линиям, второстепенным, хотя часто и эффектным эпизодам, авторы в общем-то не дают ответа на один из существенных вопросов: как Громов стал преступником?.. Вряд ли набор тщательно продуманных ракурсов и улыбок может заменить размышление o судьбе человека, пошедшего по скользкой дорожке «джентльмена удачи». Поэтому, несмотря на хорошую игру Льва Прыгунова, характер Громова не обрел достаточной психологической глубины.
Прокат (1980 год, 12 место) — 34 млн. зрителей.